# Caporal de semaine
Pour plus de détails, voir Fiche technique et Distribution.
Caporal de semaine (Caporale di giornata) est une comédie militaire italienne réalisée par Carlo Ludovico Bragaglia et sortie en 1958.

## Synopsis
Un nourrisson portant une étiquette l'identifiant comme « fils de Felice » est abandonné dans la mansarde d'une caserne. Les quatre soldats prénommés Felice sont convoqués et interrogés. Chacun d'entre eux a de bonnes raisons de croire qu'il est le père, mais, entre échanges et malentendus, c'est la propre mère de l'enfant qui résout l'affaire et révèle l'identité de l'homme.

## Fiche technique
- Titre original italien : Caporale di giornata[1]
- Titre français : Caporal de semaine[2]
- Réalisateur : Carlo Ludovico Bragaglia
- Scénario : Alessandro Continenza, Riccardo Pazzaglia, Dino Verde (it)
- Photographie : Raffaele Masciocchi
- Montage : Antonietta Zita (it)
- Musique : Giorgio Fabor (it), Aurelio Fierro
- Décors : Alfredo Montori (it), Pasquale Romano
- Costumes : Giulia Mafai (it)
- Maquillage : Telemaco Tilli
- Production : Geo Agliani, Gino Mordini
- Société de production : Produzione Associata Agliani-Mordini
- Pays de production : Italie
- Langue originale : italien
- Format : Noir et blanc - Son mono
- Durée : 88 minutes
- Genre : Comédie militaire[2]
- Dates de sortie :
  - Italie : 1958 (visa délivré le 21 juillet 1958)[1]
  - France : 7 septembre 1962[2]

## Distribution
- Maurizio Arena : Felice Fornari
- Nino Manfredi : caporal Enea Serafini
- Rossella Como Margherita
- Arturo Bragaglia : maréchal
- Dolores Palumbo : Tante
- Franca Rame : Dorian Greco
- Isarco Ravaioli : préposé Rossi
- Gisella Sofio : dame du deuxième étage
- Marcella Rovena : Marquise De Gregorio
- Bice Valori Gelsomina
- Riccardo Garrone : lieutenant
- Andrea Aureli : lieutenant de l'équipe sportive
- Gino Buzzanca : commissaire Bianconi
- Franco Giacobini : marin au standard téléphonique
- Walter Santesso : Felice Pavan
- Gianrico Tedeschi : colonel
- Gianni Musy : Felice Corradini
- Giampiero Littera : Felice Marcoligo
- Aurelio Fierro : infirmier militaire Caputo
- Renato Malavasi : monsieur du deuxième étage
- Edda Ferronao : Carmela, la nounou
- Furlanetto : arbitre de boxe